# Mercy, Mercy, Mercy
Mercy, Mercy, Mercy ist eine Jazz-Komposition, die Joe Zawinul 1966 ursprünglich für die Sängerin Queen Esther Marrow schrieb. Stattdessen wurde es allerdings durch das Quintett von Julian „Cannonball“ Adderley bekannt, auf dessen Album Mercy, Mercy, Mercy! Live at ‘The Club’ es erstmals veröffentlicht wurde. Die Singleauskopplung rückte im Februar 1967 überraschend bis auf Platz 11 der Billboard-Charts vor.

## Allgemeines
Die Grundmelodie in der Originalversion spielte Joe Zawinul selbst auf einem Wurlitzer E-Piano.
Die Komposition wurde zum Überraschungshit, erreichte die Nummer 11 der Billboard-Charts und wurde 1968 mit einem Grammy Award in der Kategorie Best Jazz Instrumental Performance ausgezeichnet. Marlena Shaw schrieb einen Text zu dem Instrumentalstück.
Die Komposition wurde in der Folge von vielen Künstlern neu aufgenommen, insbesondere im Jahr 1967 von The Buckinghams, die mit ihrer Gesangsversion Platz fünf der Billboard-Charts erreichten, aber im gleichen Jahr auch von Larry Williams & Johnny Guitar Watson sowie der amerikanischen Soulsängerin Madeline Bell. Weitere Interpretationen, etwa von Ernestine Anderson, Eddie Jefferson, Jimmy McGriff und Buddy Rich, Chris Barber’s Band, The Creation, folgten und machten den Song zum Jazz-Standard. Auch Musiker der nächsten Generation wie Monty Alexander, Kevin Eubanks, Maceo Parker und Nils Landgren interpretierten die Zawinul-Nummer. Zuletzt nahm sie Dana Owens, bekannt als Queen Latifah, in einer „klassisch“ arrangierten Version auf.